# Argument o kradení strategie
Argument o kradení strategie (anglicky strategy stealing) je matematická věta z oboru kombinatorické teorie her, která praví, že v každé silné poziční hře má začínající hráč neprohrávající strategii. Staví na jednoduché úvaze, sporu:
Kdyby měl druhý hráč vyhrávající strategii, mohl by začínající hráč odehrát svůj tah na libovolné (náhodné místo) a dál hrát podle vyhrávající strategie druhého hráče. Počáteční tah mu v ní určitě bude překážet, protože určitě nezpůsobí jeho prohru (hra je silná poziční) a pokud mu strategie nařídí zahrát na místo, kde tento počáteční tah leží, prostě zahraje na libovolné jiné místo. Tímto postupem by tedy musel vyhrát, ale to by bylo ve sporu s tím, že začínal a že převzatá strategie druhého hráče je skutečně vyhrávající.
Další výsledky (např. Hales-Jewettova věta, nebo obecně věty Ramseyovské teorie) mohou takový argument zesílit tak, že označí hry, ve kterých má začínající hráč zaručenou existenci vyhrávající strategie. Věta dál postuluje existenci neprohrávající strategie, nenaznačuje však, jak se k ní dostat (je nekonstruktivní), což představuje další práci pro matematiky zkoumající jednotlivé hry.
Tento výrok se dá aplikovat kupříkladu na piškvorky, jak v prostorově omezené, tak i v neomezené variantě. Výrok se vztahuje jen na poziční hry, tj. dosti speciální třídu matematických her. Nevyslovuje se například o šachách.

## Příklady aplikace argumentu

### Piškvorky
Pro piškvorky na omezené i neomezené hrací ploše existuje neprohrávající strategie pro začínajícího hráče. Důkaz plyne zhruba následovně:
- Nechť (pro spor) existuje výherní strategie nezačínajícího hráče. Budeme chtít využít (ukradnout) tuto strategii pro hráče začínajícího.
- První piškvorku nechť první hráč zahraje na libovolné pole. Tomuto tahu budeme říkat tah zahozený.
- Každý další tah nechť začínající hraje podle hypotetické vyhrávající strategie druhého hráče pro hru bez zahozeného tahu, tedy pro hru, v ní původně nezačínající hráč začíná (původně až druhým tahem). Pokud mu strategie určí zahrát do zahozeného tahu (který jí byl předložen jako neobsazený), nechť hráč zahraje na libovolné neobsazené pole a tento tah si dále pamatuje jako zahozený (tj. pamatuje si hru, jako by úvodní zbytečný tah zahrál na toto nové místo a původní zahozený tah zahrál až ve chvíli, kdy byl diktován ukradenou strategií).
- Byla-li strategie nezačínajícího hráče vítězná, musí být vítězná také tato pozměněná strategie. Nemůže však existovat vítězná strategie jak pro hráče začínajícího, tak pro nezačínajícího: to je kýžený spor.